# LXXXIII. Armeekorps
LXXXIII. Armeekorps var en tysk armékår under andra världskriget. Kåren sattes upp den 25 maj 1942.

## Befälhavare
Kårens befälhavare:
- General der Infanterie Hans Felber  25 maj 1942–14 augusti 1943
- General der Infanterie Georg von Sodenstern  14 augusti 1943–26 augusti 1943

Stabschef:
- Oberstleutnant Johann von Heiterer-Schaller  25 maj 1942–1 september 1942
- Oberst Rudolf von Oppen  1 september 1942–20 juni 1943
- Oberst Walter Botsch  20 juni 1943–26 augusti 1943